# Rafael Vidal
Rafael Vidal (n. 6 ianuarie 1964, Caracas, Venezuela – d. 12 februarie 2005, Caracas, Venezuela) a fost un înotător ce a reprezentat Venezuela, medaliat olimpic. A participat la o ediție a Jocurilor Olimpice (1984) în care a câștigat două medalii de bronz.